# Trochocarpa montana
Trochocarpa montana är en ljungväxtart som beskrevs av J.B.Williams och J.T.Hunter. Trochocarpa montana ingår i släktet Trochocarpa och familjen ljungväxter. Inga underarter finns listade i Catalogue of Life.

## Bildgalleri

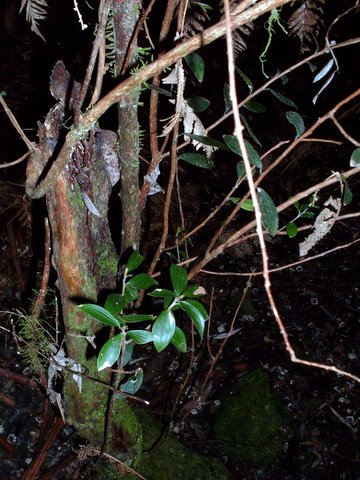